# Leonardo Salvucci
Leonardo Mario Salvucci Faraggi (* 5. července 1971) je bývalý argentinský zápasník – judista.

## Sportovní kariéra
V argentinské mužské reprezentaci se pohyboval od konce osmdesátých let dvacátého století v superlehké váze do 60 kg. V roce 1992 uspěl v argentinské olympijské nominaci a startoval na olympijských hrách v Barceloně. V Barceloně prohrál v úvodním kole s Irem Keithem Goughem na wazari-ippon. V dalších sezonách se v argentinské reprezentaci neprosazoval.

## Výsledky
| Turnaj                  | 1989            | 1990            | 1991            | 1992            |
| Turnaj                  | 18              | 19              | 20              | 21              |
| Turnaj                  | superlehká váha | superlehká váha | superlehká váha | superlehká váha |
| ----------------------- | --------------- | --------------- | --------------- | --------------- |
| Olympijské hry          |                 |                 |                 | úč.             |
| Mistrovství světa       | úč.             |                 | —               |                 |
| Panamerické hry         |                 |                 | —               |                 |
| Panamerické mistrovství |                 | —               |                 | úč.             |